# 히이라기 루미
히이라기 루미(일본어: 柊 瑠美 ひいらぎ るみ[*], 1987년 8월 1일 ~ )은 일본의 배우이다. 센과 치히로의 행방불명에서 센/치히로를 맡은 것으로 유명하다.

## 출연 작품

### 영화
- 《센과 치히로의 행방불명》
- 《벼랑 위의 포뇨》
- 《사무라이전대 신켄쟈 VS 고온쟈 은막 BANG!!》
- 《코쿠리코 언덕에서》
- 《술이 깨면 집에가자》

## 방송
- 노부타를 프로듀스
- 타이라노 키요모리
- woman